# La Losa
La Losa – gmina w Hiszpanii, w prowincji Segowia, w Kastylii i León, o powierzchni 28 km². W 2011 roku gmina liczyła 530 mieszkańców.